# ARTindex Lexicon
ARTindex Lexicon is een online kunstlexicon, waarin biografische informatie wordt gegeven over meer dan 77.000 kunstenaars uit de gehele Benelux.

## Kenmerken en inhoud
De website is vrijelijk door iedereen te gebruiken. Gegevens worden er vermeld over de opleiding van een betreffende kunstenaar, over zijn technieken en specialisaties, en een selectie van solo- en groepstentoonstellingen. Ook wordt een korte beschrijving en karakteristiek van het werk van de kunstenaar verstrekt, en - indien aanwezig - verwijzingen naar literatuur en publicaties over het gemaakte werk. De signeerwijze van de kunstenaar wordt vaak afgebeeld en een portretfoto, indien deze beschikbaar zijn.
'ARTindex Lexicon' online bevat informatie over meer dan 46.000 kunstenaars uit de Benelux met hun adresgegevens, een korte beschrijving van circa 12.000 hedendaagse professionele kunstenaars in Nederland, met een overzicht van signeermethoden van hen. Al de gedocumenteerde kunstenaars zijn of waren woonachtig in de Benelux, in de periode van grofweg 1550 tot na 2000. De informatie wordt voortdurend aangevuld met recente gegevens. 
In het zoeksysteem van Artindex kan gezocht worden op meerdere zoek-categorieën; men kan zoeken op personen, kunstobjecten, locaties, publicaties en organisaties.

## Verwante Artindex projecten
Naast de Lexicon van kunstenaars uit de Benelux zijn er nog twee andere projecten van Artindex online.
- In Beeldende Kunst in Duitsland staan online Duitse beeldend kunstenaars gedocumenteerd, die geboren zijn voor 1940.[3]
- Signatures is een online database met een overzicht van signaturen van Belgische- en Nederlandse kunstenaars. Hier zijn signaturen van kunstenaars op te zoeken; zo is te beoordelen of een gevonden signatuur ook inderdaad van een bepaalde kunstenaar is.[4]